# Nære Nilsen
Nære Nilsen är ett musikalbum med Lillebjørn Nilsen. Albumet utgavs 1993 av skivbolaget Grappa Music Group.

## Låtlista
1. "Fort gjort å glemme – 3:10
2. "Så nære vi var" – 4:23
3. "Gul og vissen" (Lillebjørn Nilsen/Lars Lillo-Stenberg) – 3:16
4. "Jenta i Chicago" – 4:00
5. "Håvard Hedde" (Trad./arr. Lillebjørn Nilsen) – 4:04
6. "Hvor kommer alle cowboyene fra?" – 2:57
7. "1000 søte damer!" – 2:54
8. "Vidvinkel stev" (Trad./Grit Laskin, norsk tekst: Lillebjørn Nilsen) – 2:29
9. "Nana!" – 2:04
10. "Angie" (Davy Graham) – 2:56
11. "Sistereis-mannen" – 3:35

- Alla låtar skrivna av Lillebjørn Nilsen där inget annat anges.

## Medverkande
Musiker
- Lillebjørn Nilsen – sång, gitarr, munspel, dulcimer, balalaika
- Geir Sundstøl – gitarr, steelgitarr, dobro, mandolin
- Torbjørn Økland – gitarr, mandolin
- Terje Venaas – kontrabas
- Steinar Ofsdal – hardingfela (på "Jenta i Chicago"), violin, tin whistle, munspel (på "Håvard Hedde")
- Paolo Vinaccia – trummor, percussion
- Bjørn Kjellemyr – kontrabas (på "Nana!")
- Stein Erik Tafjord – tuba (på "Fort gjort å glemme")
- Lars Just Nilsen – tin whisle (på "Sistereis-mannen")
- Kristin Skaare, Inge Torstenson – dragspel (på "Sistereis-mannen")
- Erland Lyngve – percussion, körsång (på "Sistereis-mannen")
- Magnus Freberg, Morten Asklie – körsång (på "Sistereis-mannen")
- Halvdan Sivertsen, Jan Eggum – sång (på "Fort gjort å glemme", "1000 søte damer!" och "Nana!")
- Øystein Sunde – gitar, mandolin, sång (på "Fort gjort å glemme", "1000 søte damer!" och "Nana!")
- Lars Lillo-Stenberg – sång, gitarr (på "Gul og vissen"), bakgrundssång (på "Fort gjort å glemme" och "Hvor kommer alle cowboyene fra?")
- Shari Gerber Nilsen – körsång (på "1000 søte damer!")

Produktion
- Sverre Henriksen – musikproducent, ljudtekniker, ljudmix
- Johnny Sareussen – musikproducent
- Rune Venjar – foto
- Cucumber – omslagsdesign